# Pleiogynium timorense
Espèce
Classification phylogénétique
Pleiogynium timorense est un petit arbre de la famille des Anacardiaceae originaire d'Australie (Queensland) et de Papouasie-Nouvelle-Guinée.
Nom vernaculaire en langue Anglaise : Burdekin Plum.
Cet arbre au feuillage semi-permanent peut naturellement atteindre jusqu'à 20 m de haut, mais cultivé se développe généralement à environ 12 m. Il a un feuillage dense, avec des feuilles d'un vert foncé brillant et une écorce sombre et rugueuse. L'arbre a des fleurs vert-jaunâtre qui fleurissent entre janvier et mars et plus tard se transforment en un fruit. La chair du fruit est généralement de couleur prune toutefois, les variétés blanches ont été rapportées. Le fruit est comestible à maturité. Les fruits doivent être retirés de l'arbre pour mûrir pendant plusieurs jours dans un endroit sombre et humide. Les autochtones sont connus pour avoir enterré le fruit pour le fair mûrir. Les fruits peuvent être cuits, consommés crus ou utilisés dans des gelées, des confitures et des conserves.